# Йордан Пеев (общественик)
Йордан Пеев е български общественик, активен сред българските политически емигранти през 50-те и 60-те години на XX век.

## Биография
Йордан Пеев е роден на 10 януари 1919 година в София в семейството на банков чиновник. Майка му е сестра на журналиста Тодор Кожухаров, негов чичо е генерал Йордан Пеев. Завършва Военното училище и служи в армията като младши офицер до уволнението си на 20 август 1944 година. След началото на Българо-германската война няколко седмици по-късно заминава на фронта, но скоро е уволнен от армията заради критики към командването.
В края на 1946 година Пеев е арестуван и прекарва четири месеца в следствен арест на Държавна сигурност, като е освободен без обвинения, но в резултат на претърпените мъчения остава частично парализиран до края на живота си. Със съдействието на свои роднини във Франция и на френското посолство на 27 октомври 1947 година напуска България с разрешение да се лекува и до края на живота си остава в чужбина като политически емигрант. Да се установи първоначално в Париж му помагат Стефан Груев и Сава-Димитър Паница, син на Евстати Паница, които по-рано са служили в неговия взвод в България.
На 12 септември 1949 година Йордан Пеев става председател на новосъздадения Съюз на свободните българи, в който се включват известни личности от българската политическа емиграция, сред които Сава Киров, семейство Паница, Стефан Груев, Христо Шишманов, Николай Николаев. Съюзът става и първата емигрантска организация, открито подкрепена от американския митрополит Андрей, с когото Пеев до края на живота си поддържа близки контакти.
Пеев се оттегля от ръководството на Съюза на свободните българи, след като през 1951 година губи на хазарт пари на организацията. Въпреки това той запазва връзките си със Съюза и след като започва работа в българската секция на радио Би Би Си, на 13 декември 1952 година основава неговия британски клон.
В края на 50-те години Йордан Пеев живее в Базел и се опитва да замине за Съединените щати, но макар да получава виза със съдействието на митрополит Андрей, решава вместо това да се установи в Малага, където климатът е по-подходящ за болната му съпруга. По това време той изглежда симпатизира политически на крилото на Българския национален фронт, водено от Христо Статев. В края на година прави обиколка в Италия, Франция и Великобритания и участва в конгреса на Либералния интернационал като секретар на българската група към него, среща се с бившия цар Симеон II, когото критикува за неумелото му въвличане в споровете сред емиграцията.
Йордан Пеев умира през есента на 1970 година в Малага.